# Raitajärvi (by)
Raitajärvi är en ort i Övertorneå kommun, Norrbottens län, belägen på östra stranden av sjön Raitajärvi och strax norr om riksväg 98.
Vid folkräkningen den 31 december 1890 bodde 69 personer i byn (då stavat Raidajärvi). I april 2016 fanns det enligt Ratsit 3 personer över 16 år registrerade med Raitajärvi som adress.

## Etymologi
Raitajärvi är ett finskt ortnamn och betyder sälg-sjön på svenska.